# Giusto Gervasutti
Giusto Gervasutti  (* 17. April 1909 in Cervignano del Friuli; † 16. September 1946 am Mont Blanc du Tacul) war ein italienischer Bergsteiger, der zu den weltweit besten Alpinisten seiner Zeit gezählt wird.
Aufgewachsen im italienischen Friaul, legte Gervasutti mit Wanderungen in den Karnischen Alpen den Grundstein für seine außergewöhnliche bergsteigerische Karriere. In den Bergen der Dolomiten entwickelte er sich zu einem leistungsstarken Felskletterer, der schon bald den Drang nach neuen Zielen verspürte. 1931 ließ sich Gervasutti in Turin nieder, von wo sich seine Tätigkeit auf die hohen Berge und Gebirgsgruppen der Westalpen verlagerte. Hier reifte er zum kompletten Bergsteiger, der auch im Granit, Eis und kombinierten Gelände daheim war. Dabei überwand er die Gegensätze, die bis dato zwischen dem spezialisierten Felsklettern in den Dolomiten und dem Hochalpinismus der Westalpen bestanden, wie kein anderer vor ihm. In beiden Gefilden war er gleichermaßen daheim, seine historische Bedeutung wird jedoch in erster Linie im Zusammenhang mit seinen Leistungen in den Westalpen gesehen. Gervasutti war beim Klettern ein Ästhet, der von seinen Turiner Freunden, darunter Gabriele Boccalatte, Renato Chabod und der im Alter von nur 24 Jahren beim Abstieg vom Matterhorn abgestürzte Amilcare Cretier, mit dem Spitznamen Il fortissimo (der Stärkste) belegt wurde. Seine Bedeutung für den italienischen Alpinismus wird bisweilen höher eingeschätzt als diejenige von Riccardo Cassin. Gervasutti, der zeitlebens ledig blieb, erarbeitete sich die für seine Bergfahrten erforderlichen Mittel im Verlag Il Verdone; während des Krieges bestritt er seinen Lebensunterhalt mit verschiedenen Tätigkeiten.

## Alpinistische Leistungen
Giusto Gervasutti war einer der Beteiligten im Kampf um die letzten Probleme der Alpen. Den Crozpfeiler in der Nordwand der 4208 m hohen Grandes Jorasses im Mont-Blanc-Massiv durchstieg er mit Renato Chabod am 1. und 2. Juli 1935 (2. Begehung), nur zwei Tage nach der erfolgreichen Seilschaft Martin Meier und Rudolf Peters. Seine unter dem Titel Scalate Nelle Alpi veröffentlichte Autobiografie lässt allenfalls Bedauern, jedoch keine offensichtliche Verbitterung darüber erkennen, dass er den Wettbewerb an den Jorasses, wie auch am Eiger, nicht für sich entscheiden konnte.
Gervasutti führte, obwohl er an den großen, im Rampenlicht stehenden Routen nicht als erster erfolgreich war, schwerste Fahrten in den Alpen aus. Neben vielen Neutouren machte er sich auch an Wiederholungen schwierigster Anstiege:
- Mit Piero Zanetti gelang Giusto Gervasutti im Jahr 1933 die erste Wiederholung des Südgrates der Aiguille Noire de Peuterey. Die Schwierigkeiten in diesen fast 50 Seillängen betragen bis V nach der UIAA-Skala bzw. TD nach der Hochtourenskala.
- Mit dem auch als Alpin-Funktionär bekannt gewordenen Franzosen Lucien Devies durchstieg Gervasutti am 23. und 24. August 1934 die Nordwestwand des 3564 m hohen Olan im Haut Dauphiné (1. Begehung der 1000-Meter-Wand im Schwierigkeitsgrad VI / TD). Mit dieser Route wurde die erste große Westalpentour im VI. Schwierigkeitsgrad gemeistert.[10]
- Dieselbe Seilschaft war ein Jahr später am 30. und 31. August 1935 am Südsüdostgrat des Pic Gaspard erfolgreich (1. Begehung, V+ / TD).

Topo der Devies-Gervasutti-Route durch die Ailefroide-NW-Wand

- Ebenfalls mit Devies gelang am 23. und 24. Juli 1936 die Erstdurchsteigung der Ailefroide-Nordwestwand im Écrins-Massiv. Die Besteigung dieses Fast-Viertausenders auf einer extremen, neuen Route (VI / A0 / ED) glückte, obwohl Gervasutti sich während des Zustiegs bei einem Unfall im leichten Gelände zwei gebrochene Rippen und drei lose Zähne zugezogen hatte.
- Mit Gabriele Boccalatte bestieg Gervasutti am 17. und 18. August 1938 als erster den Südwestpfeiler der Pointe Gugliermina (3893 m) im Mont-Blanc-Massiv (VI− / A1 und A0 / TD+).
- Zusammen mit Lucien Devies gelang Giusto Gervasutti am 4. und 5. August die dritte Begehung der Alain-Leiniger-Route durch die Nordwand des Petit Dru (V+ / A0 / TD−).
- Am 13. August 1940 bestieg Gervasutti zusammen mit Paolo Bollini den Mont Blanc über eine neue Route (VI / A1 / TD+). Der rechte der drei Frêneypfeiler, über den der Anstieg erfolgte, wurde später »Gervasuttipfeiler« benannt.
- Mit der ersten Durchsteigung der Ostwand der Grandes Jorasses machte Gervasutti mit Giuseppe Gagliardone am 16. und 17. August 1942 sein alpinistisches Meisterstück (VI+ / A2 / ED). Diese Route blieb bis in die 1950er Jahre der die höchsten Anforderungen stellende Anstieg im Mont-Blanc-Massiv.[11]

Im Jahr 1934 nahm er an einer italienischen Anden-Expedition teil. Im Rahmen dieser Unternehmung konnte Gervasutti mit L. Binaghi den Cerro Campione d'Italia und den Picco Littorio, zwei zuvor namenlose Fünftausender, besteigen. Der bergsteigerische Wert der Expedition war eher gering.

## Tod am Mont Blanc du Tacul

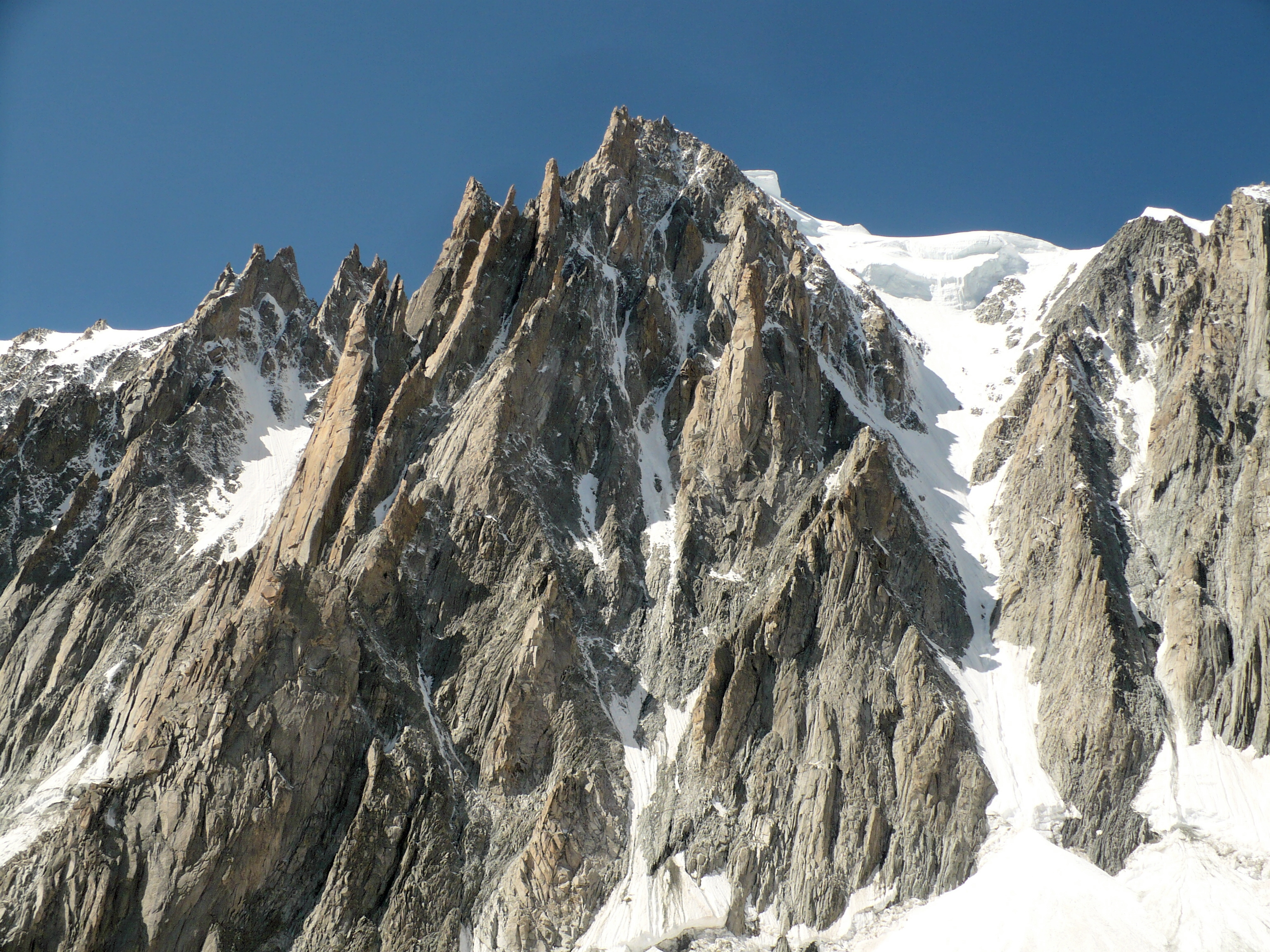
Der Gervasuttipfeiler am Mont Blanc du Tacul ist der zweite Pfeiler links der Bildmitte. Rechts das markante Gervasutti-Couloir.

Am 16. September 1946 verunglückte Giusto Gervasutti beim Rückzug vom Nordostsporn des Mont Blanc du Tacul (der Pfeiler wurde später nach ihm benannt) infolge eines Abseilunfalls tödlich. Sein letzter Seilpartner, Giuseppe Gagliardone, konnte sich retten, überlebte ihn aber dennoch um nicht einmal ein Jahr. Gagliardone kam bei einer Besteigung des Südgrates der Aiguille Noire de Peuterey am 6. Juli 1947 ums Leben. Die erste Begehung des Gervasuttipfeilers gelang erst fünf Jahre nach Gervasuttis Tod am 29. und 30. Juli 1951 durch Piero Fornelli und Giovanni Mauro.
Neben den beiden Gervasuttipfeilern in der Frêneyflanke des Mont Blanc und am Mont Blanc du Tacul erinnert das Gervasutticouloir, ebenfalls am Mont Blanc du Tacul, welches er zusammen mit Renato Chabod am 13. August 1934 durchstieg, an den großen italienischen Bergsteiger Giusto Gervasutti. Darüber hinaus tragen zwei als Bivacco Giusto Gervasutti bekannte Biwakschachteln im Mont-Blanc-Massiv und in den Karnischen Alpen seinen Namen.